# Sunplus
Sunplus Technology Co., Ltd. — тайваньская бесфабричная компания, основанная в Синьчжу в 1990 году. Разрабатывает полупроводниковые электронные компоненты. Штаб-квартира расположена в Научном парке Синьчжу (уезд Синьчжу, Тайвань). Имеет несколько дочерних компаний, сфера деятельности которых смежна с основной компанией — компьютерные технологии, электроника и IT.

## История
Компания была основана в 1990 году в тайваньском городе Синьчжу. В 1993 она переместилась в научный парк Синьчжу — местный технопарк. В 1994 году она занялась тестированием полупроводниковых пластин.
В 1996 году было завершено строительство здания головного офиса Sunplus. Тогда же компания была признана наиболее продуктивным производителем интегральных схем во всём технопарке. А в следующем году она провела IPO. В 2000 году акции компании были размещены на Тайваньской, а в 2001 — на Лондонской фондовой бирже. К этому времени компания имела очень широкую линейку микроконтроллеров. Особенных успехов Sunplus достигла в области платформ для цифровых камер и DVD-проигрывателей. Решения Sunplus относились к низкому ценовому сегменту и пользовались большим спросом.
Первые решения для растущего рынка MP3-плееров появились у компании к началу 2003 года. Этим решением была двухъядерная платформа SPCA755 — ядро DSP для декодирования аудио и  Intel 8051 для управления (учитывая специфику устройств, мощности ядра было достаточно). Чипы от Sunplus, помимо плееров, активно использовались в бюджетных видеокамерах.
Платформы популярной серии SPCA5x стали использоваться в MP4-плеерах. Наиболее популярной стала модификация SPCA536. Это решение построено на базе R3000 с частотой 96 МГц. Поддерживается подключение контроллеров USB 2.0 и OTG Full Speed. Отличительные особенности SPCA536 — возможность сжатия в JPEG и MPEG4, а также интерфейс для подключения CCD/CMOS-сенсора. Благодаря этому, во многие плееры на этой платформе, была интегрирована цифровая камера с низким качеством съемки.
В 2007 году компания основала в Шэньчжэне (КНР) подразделение Sunplus Prof-tek Technology. В 2008 году в Чэнду (КНР) была создана дочерняя компания Sunmedia, а подразделение Sunext лицензировало технологии производства оптических носителей компании Broadcom Corporation, что принесло 38 млрд долл прибыли.
В 2009 году компания продолжила ветвиться. Так, был запущен бренд iCatch, под которым выпускаются видеорегистраторы, и Generalplus — производитель чипов для камер и медиаплееров. Впоследствии Generalplus вышла на Тайваньскую фондовую биржу.
После 2012 года компания начала производить ARM-процессоры для устройств на базе Android, главным образом для портативных игровых приставок, бюджетных планшетов и ТВ-стиков.

## Продукция
- S+core — 16- и 32-битные процессоры, появившиеся в 2005 году. Активно использовались в китайских игровых приставках, особенно от компании JungleTac[6][7]. На них же базировались и программируемые калькуляторы Hewlett-Packard.
- SPCA — линейка чипов для камер. Например, SPCA6350 и его модификации используются в ряде недорогих экшн-камер.
- SPHE — линейка чипов для DVD-плееров и автомобильных головных устройств. Широко распространена платформа SPHE8202TQ.
- И так далее[8].